# Samtgemeinde Hollenstedt
La comunità amministrativa di Hollenstedt (Samtgemeinde Hollenstedt) si trova nel circondario di Harburg nella Bassa Sassonia, in Germania.

## Suddivisione
Comprende 7 comuni:
1. Appel
2. Drestedt
3. Halvesbostel
4. Hollenstedt
5. Moisburg
6. Regesbostel
7. Wenzendorf

Il capoluogo è Hollenstedt.